# شهرستان وینه‌بگو (آیووا)
شهرستان وینه‌بگو، آیووا (به انگلیسی: Winnebago County, Iowa) شهرستانی در ایالات متحده آمریکا است که در آیووا واقع شده‌است.